# Ağdam (Tovuz)
Ağdam è un comune dell'Azerbaigian situato nel distretto di Tovuz. Conta una popolazione di 1 155 abitanti.